# Próbakísérlet
A próbatanulmány, próbaprojekt, próbateszt vagy próbakísérlet egy kis léptékű előzetes tanulmány, amely alapján megbecsülhető a megvalósíthatóság, időtartam, költség, nemkívánatos események értékelése és javítható a tanulmányterv a teljes körű kutatási projekt előtt.

## Végrehajtás
Próbakísérleteket gyakran végeznek nagyszabású kvantitatív kutatások előtt, annak érdekében, hogy elkerüljék az idő és a pénz ráfordítását egy nem megfelelő tervezésű projektre. Kísérleti tanulmányt általában az érintett népesség tagjain végeznek. Kísérleti tanulmány segítségével megfogalmazzák a teljes körű kísérlet tervét, amely a későbbiekben módosítható. A kísérleti tanulmány potenciálisan kritikus betekintést nyújt a klinikai vizsgálat megtervezésébe, a résztvevők kiválasztásába és a minta nagyságába, a kezelési tesztekbe és a statisztikai analízisekbe, hogy javítsa a tanulmány hipotézisének statisztikai erejét. A próbakísérlet elemzése hozzáadható a teljes körű (és drágább) kísérlethez, hogy javuljon az egyértelmű eredmény esélye.

## Alkalmazások
A szociológiában a kísérleti tanulmányokat kis léptékű tanulmányoknak nevezhetjük, amelyek segítenek azonosítani a tervezési kérdéseket a fő kutatás elvégzése előtt. Bár a próbakísérleteknek megalapozott hagyománya van, hasznuk a változás stratégiájaként megkérdőjeleződött, legalábbis a környezetgazdálkodás területén. A kísérleti tanulmány következtetése az átfogó stratégiára nem feltétlenül értelmezhető, részben a kísérleti tanulmányt kísérő kivételes erőforrások és kedvező feltételek miatt.
A klinikai kutatás során a jövőbeni randomizált, kontrollált vizsgálat előkészítése céljából végzett vizsgálatokat "kísérleti" és "megvalósíthatósági" tanulmányoknak nevezik, ahol a kísérleti tanulmányok a megvalósíthatósági tanulmányok részhalmazát alkotják. Egy megvalósíthatósági tanulmány felteszi a kérdést, hogy a tanulmánynak folytatnia kell-e, és ha igen, akkor hogyan. Egy kísérleti tanulmány ugyanezeket a kérdéseket teszi fel, de van egy sajátos tervezési jellemzője is: egy kísérleti tanulmányban egy jövőbeni vizsgálatot kisebb méretben hajtanak végre. amely pozitív eredmények esetén vezet az Első fázisos klinikai vizsgálathoz.
2016-ban egy ellenőrzőlistát tettek közzé, amely útmutatást nyújt a kísérleti vizsgálatok jelentésének módjáról.

## Fordítás
Ez a szócikk részben vagy egészben  a   Pilot experiment című angol Wikipédia-szócikk ezen változatának fordításán alapul.  Az eredeti cikk szerkesztőit annak laptörténete sorolja fel. Ez a jelzés csupán a megfogalmazás eredetét és a szerzői jogokat jelzi, nem szolgál a cikkben szereplő információk forrásmegjelöléseként.